# Berg-Wollbiene
Die Berg-Wollbiene (Anthidium montanum) ist eine Wollbiene aus der Familie der Bauchsammlerbienen (Megachilidae). Sie ist stark gefährdet und extrem selten.

## Etymologie
Der wissenschaftliche Artname von lat. "montanum" = "Bergs-, Gebirgs-, auf den Bergen befindlich" bezieht sich auf den Lebensraum der Art.

## Merkmale

### Männchen
Die Männchen erreichen eine Körperlänge von 11–13 mm. Nebengesicht, Clypeus, Mandibeln und Metatarsen sind gelb, der Rest des Körpers ist schwarz. Selten besitzen die Tergite seitlich kleine weiße Flecken. Die Männchen sind relativ dicht behaart. Des Weiteren besitzen die Männchen an Tergit 6 seitlich Zähne. Tergit 7 hat zwei große Lappen und dazwischen einen schmalen Dorn.

### Weibchen
Die Weibchen sind 9–11 mm groß. Sie haben eine sehr dichte bräunliche Behaarung auf dem ganzen Körper und seitlich vom Scheitel je einen kleinen hellgelben Fleck. Wie beim Männchen auch gibt es seltener auch kleine Flecken auf den Tergiten. Der Vorderrand des Clypeus ist gezähnt und nach vorn gerichtet. Die Bauchbürste ist rötlichgelb.

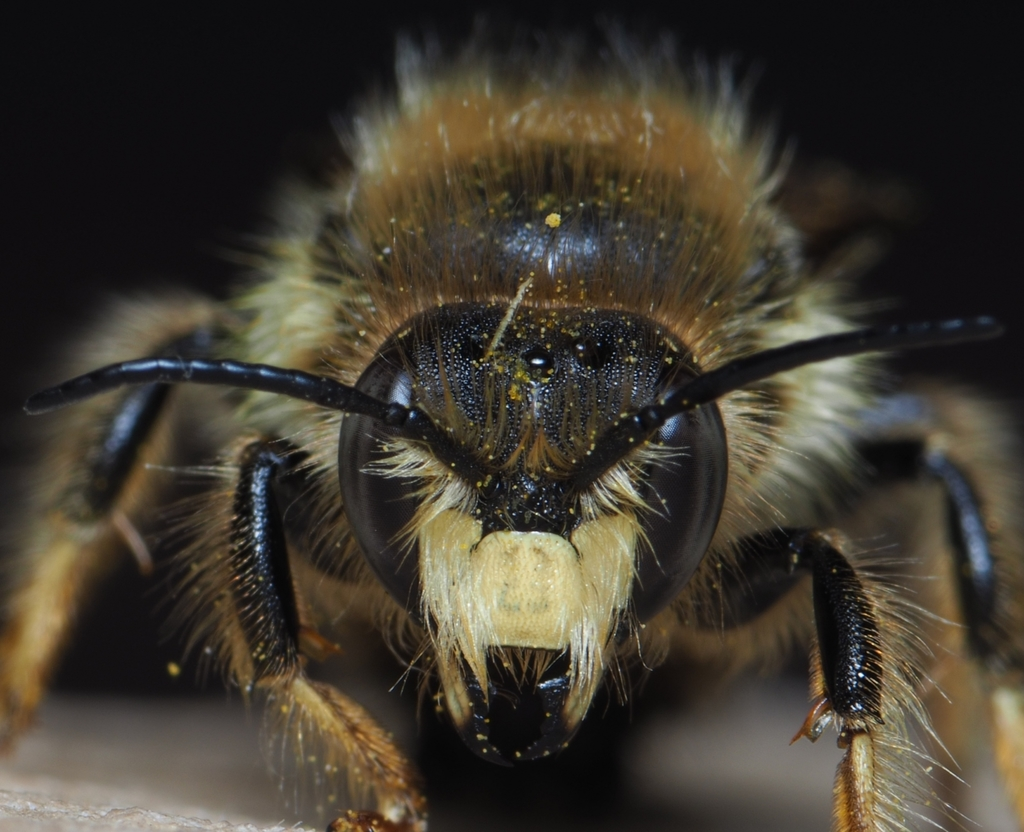
Berg-Wollbiene (Frontalansicht)

## Verbreitung
Die Art ist extrem selten. Sie kommt auf den Gebirgen Europas (auf den Pyrenäen, den Alpen, dem Schwarzwald, dem Erzgebirge, den Karpaten, dem Krimgebirge) und Zentralasiens vor. Im deutschsprachigen Raum fast ausschließlich in den Alpen. Es gibt einen aktuellen Nachweis aus der Schwäbischen Alb, sonst überwiegend historische Funde.

## Phänologie
Die Wildbiene kommt mit einer Generation von Mitte Juni bis Anfang August vor.

## Lebensraum
Von der montanen bis in die alpine Höhenstufe vorkommend, vermutlich schwerpunktmäßig auf Gebirgsmagerrasen.

## Nestbau
Es wurden Nester in vorhandenen Höhlungen im Boden, in Felsritzen und zwischen Steinen sowie zwischen Ziegeln von Hausdächern gefunden. Als Baumaterial wurde Pflanzenwolle von Edelweiß (Leontopodium alpinum), Spinnweben-Hauswurz (Sempervivum arachnoideum) und Flughaare von Weidensamen verwendet.

## Pollenquellen
Die Berg-Wollbiene ist eine oligolektische, auf Fabaceae spezialisierte Art. Besonders bevorzugt wird der Gewöhnliche Hornklee (Lotus corniculatus). Weitere Fabaceen dienen auch als Pollenquellen (siehe).

## Parasiten
Bisher sind keine Kuckucksbienen der Berg-Wollbiene bekannt.